# 燒肉粽
〈燒肉粽〉（台羅：Sio Bah-tsàng），原名〈賣肉粽〉，為台灣戰後時期的一首台語流行歌曲，創作、發表於1949年（民國38年），由張邱東松填詞、作曲。原唱不詳，是郭金發的成名曲，也有郭炳堅的粵語翻唱版本；而國語改編版，則有由莊奴填詞、姚蘇蓉、張小英、凌震、舒雅頌、陳潔等曾灌唱的〈配對成雙〉。

## 背景
〈賣肉粽〉創作時，臺灣戰後經濟蕭條，通貨膨脹率和失業率均創下新高，歌詞充分反應出了當時民眾艱困的生活處境，廣受社會大眾好評；但是也因為歌詞描述戰後台灣的民生凋敝，太過負面、悲情，而被行政院新聞局列為禁歌。郭金發改歌名為〈燒肉粽〉，並把第一句歌詞「自悲自嘆歹命人」改成「想起細漢真活動」，重新翻唱出版。

## 寫作動機
據張邱東松夫人回憶，有一天半夜時，任教於台北市立女子初級中學（現金華國中）的張邱東松批閱完學生的試卷之後，他們開始聊天，忽然聽到一陣陣蒼涼的「賣燒肉粽」叫賣聲往巷子口傳過來；她心想，饑腸轆轆的人，聽到這親切的呼喊，必然心動，但誰去憐憫他們夜生活的辛苦呢？於是她建議張邱東松，為這小販寫一首歌。

## 歌詞
自悲自嘆歹命人
父母本來真痛疼
乎我讀書幾落冬
出業頭路無半項
暫時來賣燒肉粽
燒肉粽 賣燒肉粽
賣燒肉粽
欲做生理真困難
若無本錢做襪動
不正行為是嘸通
所以暫時做這項
踏著認真賣肉粽
燒肉粽 賣燒肉粽
賣燒肉粽
物件一日一日貴
厝內頭嘴這大堆
雙腳走到欲拆腿
遇著無銷上克虧
認真再賣燒肉粽
燒肉粽 賣燒肉粽
賣燒肉粽

## 歌詞大意
一位離開學校的青年，因為找不到工作，且沒有足夠的資金做生意，不得已暫時沿街兜售肉粽。歌詞也點出通貨膨脹和這位小販的辛酸。

## 後續
- 1973年，郭金發在臺北市林森北路太陽城西餐廳作秀，太陽城後台張貼臺灣警備總司令部公文：「演唱〈燒肉粽〉，須告知觀眾：台灣早年生活困苦，小販以竹籃或用自行車叫賣肉粽；現今台灣生活富裕，皆以機車或店家販賣肉粽。」[12]
- 因〈燒肉粽〉膾炙人口，在中華民國兜售叫賣肉粽者均簡稱為「燒肉粽」，例如1986年3月5日凌晨發生的燒肉粽事件。
- 1984年中國電視公司綜藝節目《飛上彩虹》的脫口秀單元〈趙先生與趙太太〉，某一集以叫賣為主題，主持人鳳飛飛與固定班底趙樹海合唱〈燒肉粽〉；但在唱完第一段、開始唱第二段前，鳳飛飛加唱〈賣豆乳〉歌詞「豆乳喂燒的油車粿啦，鹹糕仔崙的；雨來稍休睏，寒天時、熾熾陣，第一歹命就是阮」，趙樹海加唱〈有酒矸通賣無〉歌詞「有酒矸、通賣無，歹銅仔舊錫、簿仔紙通賣無」。2012年2月18日，中視主頻播映鳳飛飛逝世特別節目《飛上彩虹 鳳飛飛懷念特輯》，收錄此片段至開始唱第二段前為止。
- 在2006年亞洲運動會之中，大會選用〈燒肉粽〉的輕鬆節奏版本，作為中華成棒代表隊在亞運棒球項目中的加油歌曲，受到現場球迷與球隊之好評。但這首在現場播放的搖滾版的主唱，至今尚無定論。
- 2006年，臺中市政府新聞局舉辦「2006台中粽子節」，網路投票選拔「金肉粽」；2006年5月18日，郭金發應臺中市市長胡志強邀請，在臺中市政府公開獻唱〈燒肉粽〉，並擔任金肉粽選拔代言人[13][14]。
- 2016年10月8日，郭金發在高雄市鳳山區公所於衛武營藝術文化中心籌備處園區空地舉辦的重陽節敬老演唱會演唱〈燒肉粽〉時突然昏倒，送往國軍高雄總醫院急救後宣告不治，享壽72歲。其後於10月9日的信吉衛星電視台歌唱比賽節目《唱出咱的夢》中，全體參賽者及評審合唱〈燒肉粽〉，向郭金發致敬[15]。

## 外部連結
- 燒肉粽 Sio-Bah-Tsàng（漢羅對照） （页面存档备份，存于）